# Gonchig Dalaï Khan
Pour les articles homonymes, voir Dalaï et Khan (homonymie).
Gonchig Dalaï Khan (mongol : ᠭᠣᠨᠴᠣᠭ
ᠳᠠᠯᠠᠢ
ᠬᠠᠭᠠᠨ, cyrillique : Гончиг Далай хаан, MNS : Gonchig Dalai khaan) ou Dalaï Khan, mort en 1700, est un khan mongol de la tribu des Qoshots - Oïrats. Dalaï Khan est le fils de Dayan Otschir Khan (appelé Tenzin Dorje en tibétain), et il lui succédera pour régner entre 1668 et 1697. Le siège du Khanat était situé autour du lac Khokhonor, dans l'actuelle province du Qinghai.
Il est le roi-protecteur du Tibet de 1668 à sa mort.
Sous son règne, Lobsang Gyatso, le Ve dalaï-lama (de 1617 à 1682) l'incite en 1667 à se soumettre aux ordres de la cour Manchoue de la Dynastie Qing. En 1670 Wu Sangui (ou Wou San-Kwai), alors prince du Yunnan, remet le territoire de Zhongdian (中甸, Zhōngdiàn, Tchong-Tyen, aujourd'hui Shangri-La), qui obéissait jusqu'alors au rois de Lijiang (Li-Kyang), au roi qoshot. Il y installe alors une garnison de lamas et un marché ouvert aux Mongols et Tibétains. 12 ans plus tard (1682), la cour de Chine y envoie des troupes pour prendre possession des territoires. Le dalaï-lama allié des Mandchous, se plaignait des actions du prince à l'Empereur de Chine, tandis-que les lamas empêchait la progression des Qoshots sur le territoire. Une enquête secrète est alors commanditée par l'Empire en 1680, à la mort de Wu Sangui, à la 11e lune de 1678, la paix revient sur la région.